# Свободный Труд (Новосибирская область)
Свобо́дный Труд — посёлок в Карасукском районе Новосибирской области. Входит в состав Калиновского сельсовета.

## География
Площадь посёлка — 16 гектаров.

## Население
| 2002 | 2007 | 2010 |
| ---- | ---- | ---- |
| 118  | ↗149 | ↘109 |

## Инфраструктура
В посёлке по данным на 2007 год функционируют 1 учреждение здравоохранения, 1 образовательное учреждение.